# Alejandro Rejón Huchin
Wilberth Alejandro Rejón Huchin (n. 18 mai 1997, Mérida, Yucatán) este un poet mexican, manager cultural și jurnalist. A fost membru al festivalului cultural Interfaz 2016 din Mérida. Director fondator al Festivalului Internațional de Poezie Tecoh, Yucatán, México. Unele dintre textele sale au fost traduse în arabă, italiană, română, greacă, franceză, catalană și bengali. A primit diverse premii pentru munca sa în managementul cultural și în domeniul literar. 

## Cărți publicate
- Cursul unui portret decupat, Argentina, editat de Buenos Aires Poesia, 2019.[3]
- He Broken Water of Dreams, Statele Unite, editat de Primigenios, 2020.[4]
- Relámpago de ses, Chile, editat de Andesgraund, 2020.[5]

## Premii și recunoaștere
- Cetățean de onoare al orașului Toluca, Mexic, 2018.
- Premiul Internațional de Poezie Harold Von Ior, 2019.